# Bogusław Sobczak
Bogusław Sobczak (Cracóvia, 25 de Junho de 1979) é um político da Polónia. Ele foi eleito para a Sejm em 25 de Setembro de 2005 com 6480 votos em 15 no distrito de Tarnów, candidato pelas listas do partido Liga Polskich Rodzin.